# Samotín (Žižkovo Pole)
Samotín je malá vesnice, součást obce Žižkovo Pole v okrese Havlíčkův Brod v Kraji Vysočina. Nachází se přibližně dva kilometry severozápadně od samotného Žižkova Pole v nadmořské výšce okolo 500 m n. m. Samotín nemá status části obce, je ovšem základní sídelní jednotkou Žižkova Pole. Ve vesnici se nachází celkem 20 domů a v roce 2013 zde trvale žilo 11 obyvatel.

## Historie
Na místě Samotína stávala ves Lettendorf s první zmínkou z roku 1303, v roce 1544 již ovšem uváděna jako pustá. Dnešní Samotín má počátky v roce 1765, kdy byly postaveny první domy na pozemcích tehdejšího Dolního dvora. Název pochází z odlehlosti sídla („na samotě“), slovotvorně je utvořen podle okolních sídel, jako jsou Cibotín, Slavětín. V minulosti se používala i podoba Samotiny. V roce 1890 žilo v Samotíně 118 obyvatel v 16 domech.

## Rodáci
Samotínským rodákem je básník Ladislav Fikar, jehož nejvýznamnější básnickou sbírkou je Samotín (vydaný v roce 1945, přepracovaný 1966) a pojmenovaný právě podle básníkovy rodné vísky. V některých zdrojích bývá jako Fikarovo rodiště mylně uváděn druhý vysočinský Samotín, který je součástí Sněžného v okrese Žďár nad Sázavou a leží 26 kilometrů od Fikarova Samotína.

## Galerie

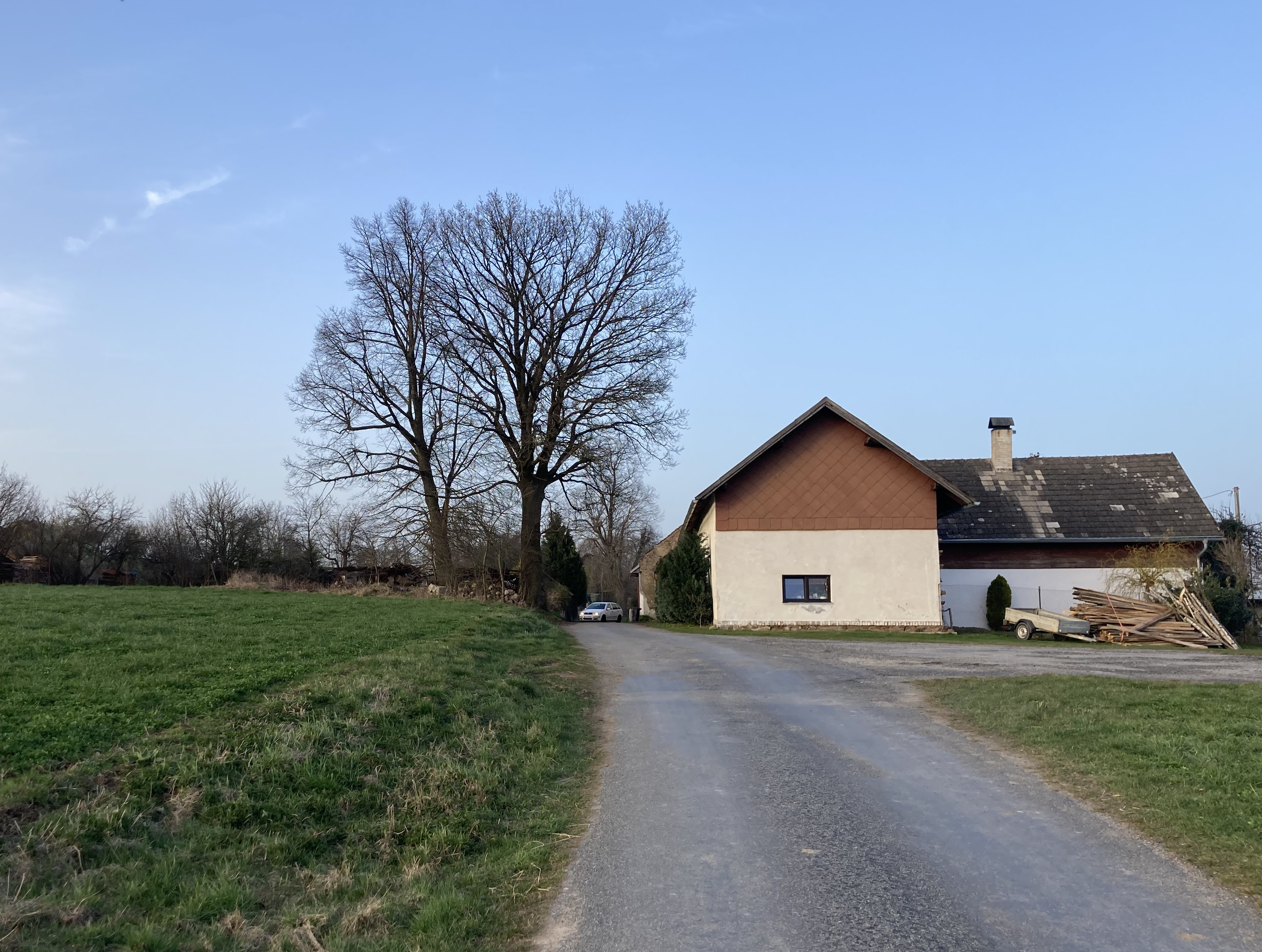
Samotín čp. 76
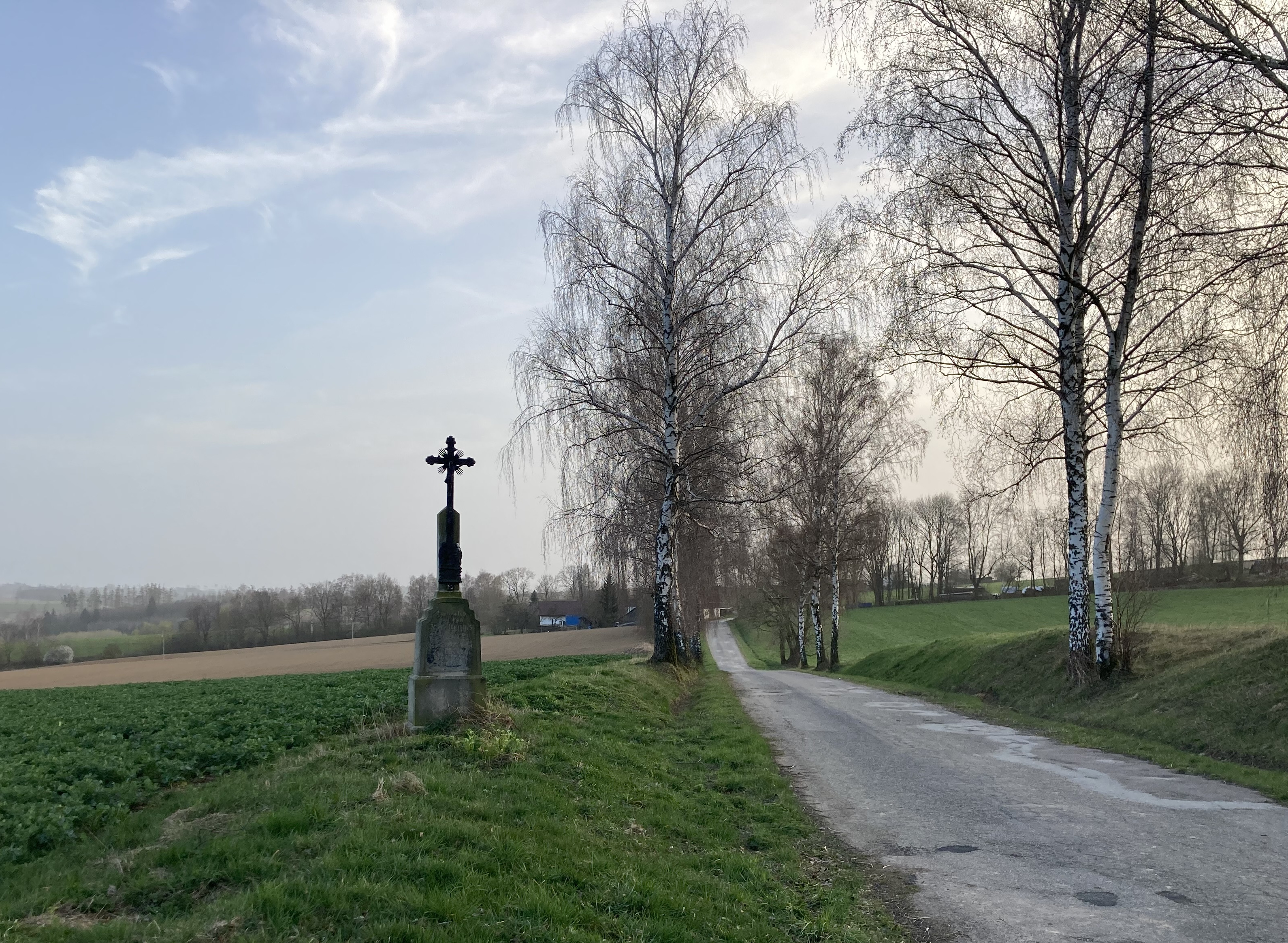
Křížek, Samotín v pozadí